# Филипо Строци (1541 – 1582)
Филипо ди Пиетро Строци (на италиански: Filippo di Piero Strozzi; * април 1541, Флоренция, Флорентинско херцогство; † 27 юли 1582, Азорски острови) е италиански благородник, генерал и кондотиер. Произхождащ от флорентинското семейство Строци, служи на Кралство Франция и наследява от баща си титлата на господар на Еперне, към която добавя тези на господар на Бресюр и на Генерален командир на френската армия. Командва френско-португалските сили в морската битка на Азорските острови край Вила Франка до Кампо, където губи живота си в битка. Той е приятел на историка Пиер дьо Бурдей, който го придружава в експедицията на Азорските острови.

## Произход
Филипо е син на Пиеро Строци (1510 – 1558), флоретински кондотиер на френска служба, и Лаудомия ди Пиерфанческо де Медичи (1518 – 1583). Има една сестра Клариса († 1567), съпруга на Оноре дьо Савоа, граф на Танд и велик сенешал на Прованс. Дядо му и баба му по бащина линия са Филипо Строци Млади и Клариса де Медичи, сестра на Лоренцо II де Медичи, а по майчина – Пиерфранческо де Медичи Млади, банкер и дипломат, и Мария Содерини. Има една сестра:
- Клара († 1567), съпруга на Хонорат I Савойски-Вилар, граф на Танд и велик сенешал на Прованс.

## Биография
Баща му е един от лидерите на републиканското движение във Флоренция, което се сблъсква с новия херцог Козимо I де Медичи и се бори срещу него, заедно с другите флорентински изгнаници по време на обсадата на Сиена, в която Козимо и императорските войски взимат надмощие. Когато баща му се завръща във Франция, той постъпва на служба при кралица Катерина де Медичи, назначен е за маршал на Франция, докато малкият Филипо, който е на 7 години, става паж на дофина, бъдещият крал Франсоа II. Израства в двора и следва стъпките на баща си, като започва военна кариера, влизайки в армията на 16-годишна възраст (1557 г.).
По време на операциите в Пиемонт се откроява със своите умения и предвид произхода му веднага е повишен като чирак-командир, по заповед на Херцога на Гиз, който го поставя начело на рота. При завръщането си във Франция става капитан.
През 1558 г. участва в обсадата на Кале в сблъсъците между Кралство Франция и Англия, а през същата година по време на обсадата на Тионвил баща му губи живота си, оставяйки го в тежко финансово положение, което го принуждава да продаде голяма част от семейните активи.
Поради родството между Катерина де Медичи и шотландския кралски дом през 1560 г. той е изпратен в Шотландия въз основа на подписването на Единбургския договор, желан от регентката херцогиня Мари ди Гиз. Смъртта на херцогинята и отказът на кралица Мария Стюарт да ратифицира договора води до завръщането му от Франция, където той е направен господар на Еперне.
През 1563 г. е назначен за полковник от Кралската гвардия и се запознава с новите военни техники, свързани с най-модерните въоръжения и военни тактики, което го прави забелязан в двора, спечелвайки все по-голямото уважение от кралицата майка Катерина.
Когато през 1564 г. войските на Османската империя начело със султан Сюлейман Великолепни преминават Дунава, заплашвайки Виена, Филипо тръгва да помага на император Максимилиан II, участвайки в битките в Унгария. На следващата година, след Голямата обсада на Малта, той участва в експедицията за подпомагане на Рицарите хоспиталиери, водена от херцога на Брисак. От Малта той се мести в Рим, за да се противопостави на турската заплаха в Адриатическо море, като се отличава в отбраната на Анкона, а след като турската опасност по италианските брегове намалява, той заминава за Трансилвания, за да се бие срещу верните войски на принц Янош II Заполски, съюзник на султана.
Той се завръща във Франция през 1567 г., където е назначен за фелдмайстор на Кралската гвардия, участвайки във войните срещу хугенотите. През 1569 г. той наследява Тимолеон дьо Косе като генерал-полковник на сухопътните пехотни войски на френската армия, висшата военна служба на Франция. Той се отличава по време на битката при Рош Абел, в битката при Монконтур и при обсадата на Ла Рошел (1573 г.) заедно с приятеля си Пиер дьо Бурдей, биейки се под заповедите на херцога на Анжу Анри.
По време на Голямата обиколка, предприета от крал Шарл IX, по съвет на майка му Катерина де Медичи, за да опознае по-добре нейното кралство, влизайки в Байон кралят отбелязва, че пехотинците от испанските роти имат камериер, който им носи мускета по време на марша. Шарл IX моли Филипо кралската гвардия също да приеме тази система, но той отказва и моли оръжейниците от Милано да модифицират оръжието, като го направят по-леко, за да може да се носи от един човек, без да бъде смачкано от тежестта му, и да го удвоят на диапазон. Това е дебютът на мускетарите в кралските полкове. През 1579 г. Филипо е удостоен с титлата Кавалер на Ордена на Светия Дух.
През 1581 г. Катерина де Медичи, със съгласието на крал Анри III, решава да въоръжи флота от корсарски кораби, която получава командването, за да подкрепи претенциите на Антонио, приор на Крато към престола на Португалия, като едновременно с това се противопоставя на тези на Филип II, които вече са нахлули в страната. След като напуска поста генерал-полковник от пехотата (причините за оставката може да са нежеланието Франция да бъде официално включена в спора между Португалия и Испания), той получава Господарство Бресюир и месечен апанаж от крал Антонио I Португалски. След това, като частен наемник, въпреки одобрението на Катерина де Медичи (в замяна на френската подкрепа Антонио I е обещал на Катерина широка свобода на действие в Бразилия), той тръгва от Бел Айл през юни 1582 г. с френски контингент и португалско малцинство към Терсейра на Азорските острови. Пристигайки на Сао Мигел – остров, чийто суверенитет все още е оспорван, силите под негово командване, състоящи се от 60 кораба с около 6000 или 7000 войници, са атакувани от испанските кораби на дон Алваро де Базан, маркиз на Санта Крус де Мудела, и напълно унищожен по време на морската битка на Азорските острови край Вила Франка до Кампо на 26 юни 1582 г. Неговият флагман, San Jean Baptiste, е въвлечен в битка с този, на който дон Мигел де Окендо и Сегура вдига знамето си, и, бидейки тежко повреден, корабът му се предава.
Филипо Строци е убит сутринта на 27 юли 1582 г. на 42-годишна възраст на палубата на испанския флагман в присъствието на де Базан. Тялото му, надупчено с рани, е хвърлено в морето. Поради мирните договори между Франция и Испания, експедицията на Строци, въпреки че е разрешена от Кралицата-майка на Франция, не е призната от испанците и затворниците се считат за корсари. Най-малко 80 благородници и 313 членове на екипажа са жестоко осъдени на смърт във Вила Франка и екзекуциите са извършени щателно с обезглавяване на благородниците и обесване на останалите на 1 август 1582 г. Месец по-късно тържественото погребение на Филипо е отслужено в Париж, в присъствието на краля и всички рицари на Светия Дух, отдавайки почит на един от най-активните войници, служили във френския двор.